# Equatorial Coca-Cola Bottling Company
L’Equatorial Coca-Cola Bottling Company est un embouteilleur de boissons gazeuses Coca-Cola africain créé en 1997 codétenu par la Coca-Cola Company et le groupe espagnol Cobega.

## L'histoire
En 1997, Cobega et la Coca-Cola Company forment l’Equatorial Coca-Cola Bottling Company détenue respectivement à 70 % par Cobega et 30 % par Coca-Cola. 
Le 18 novembre 2002, Cobega achète pour 85 millions d'USD les deux sociétés marocaines SBGN et SBGS (pour Sociétés des Boissons Gazeuses du Nord et du Sud) achetées par The Coca-Cola Export Company en 1999. Les deux sociétés sont associées à l'Equatorial Coca-Cola.
En 2003, l’Equatorial Coca-Cola achète 100 % de sa filiale créée en 1997, la Coca-Cola Bottling Company of Ghana.